# Mirzo Ulughbek
Pour les articles homonymes, voir Ulugh Beg (homonymie).
Mirzo Ulughbek (aussi orthographié Mirzo Oulougbek, Mirzo Ulougbek, Mirzo Ouloug'bek ou Mirza Ulug'bek) est l'un des onze districts (tuman) de Tachkent, la capitale de l'Ouzbékistan. Il a été nommé en hommage à Ulugh Beg, sultan de la dynastie des Timourides, astronome et mathématicien renommé.
Le district de Mirzo Ulughbek est situé dans le nord-est de Tachkent et couvre une superficie de 3515 hectares. En 2012, la population s'élevait à 245 500 personnes.